# Acetaldehid dehidrogenaza (acetilacija)
Acetaldehid dehidrogenaza (acetilacija) (EC 1.2.1.10, aldehidna dehidrogenaza (acilacija), ADA, acilirajuća acetaldehidna dehidrogenaza, DmpF) je enzim sa sistematskim imenom acetaldehid:NAD+ oksidoreduktaza (KoA-acetilacija). Ovaj enzim katalizuje sledeću hemijsku reakciju
acetaldehid + KoA + NAD+ {\displaystyle \rightleftharpoons } acetil-KoA + NADH + H+
Ovaj enzim takođe deluje, mada sporije, na glikolaldehid, propanal i butanal. Kod Pseudomonas species, on formira deo bifunkcionalanog enzima sa EC 4.1.3.39, 4-hidroksi-2-oksovaleratnom aldolazom. To je finalni enzim u putu meta-cepanja za degradaciju fenola, metilfenola i katehola, koji konvertuje acetaldehid proizveden posredstvom EC 4.1.3.39 u acetil-KoA. NADP+ može da zameni NAD+ ali je brzina reakcije znatno niža.

## Literatura
- Nicholas C. Price; Lewis Stevens (1999). Fundamentals of Enzymology: The Cell and Molecular Biology of Catalytic Proteins (Third изд.). USA: Oxford University Press. ISBN 019850229X.
- Eric J. Toone (2006). Advances in Enzymology and Related Areas of Molecular Biology, Protein Evolution (Volume 75 изд.). Wiley-Interscience. ISBN 0471205036.
- Branden C; Tooze J. Introduction to Protein Structure. New York, NY: Garland Publishing. ISBN 0-8153-2305-0.
- Irwin H. Segel. Enzyme Kinetics: Behavior and Analysis of Rapid Equilibrium and Steady-State Enzyme Systems (Book 44 изд.). Wiley Classics Library. ISBN 0471303097.
- William P. Jencks (1987). Catalysis in Chemistry and Enzymology. Dover Publications. ISBN 0486654605.

## Spoljašnje veze
- Acetaldehyde+dehydrogenase+(acetylating) на 